# 弗雷德里克·特朗普
弗雷德里克·特朗普（英語：Frederick Trump，1869年3月14日—1918年5月27日），德裔美国商人，出生于巴伐利亞王國（今德国萊茵蘭-普法爾茨州）。他于19世纪80年代移民美国，曾在西雅图和克朗代克淘金热等地区经营餐馆和妓院。他于1902年在美国结婚，是弗雷德·特朗普和约翰·乔治·特朗普的父亲，也是第45及47任美國总统唐纳德·特朗普的祖父。

## 早年生活

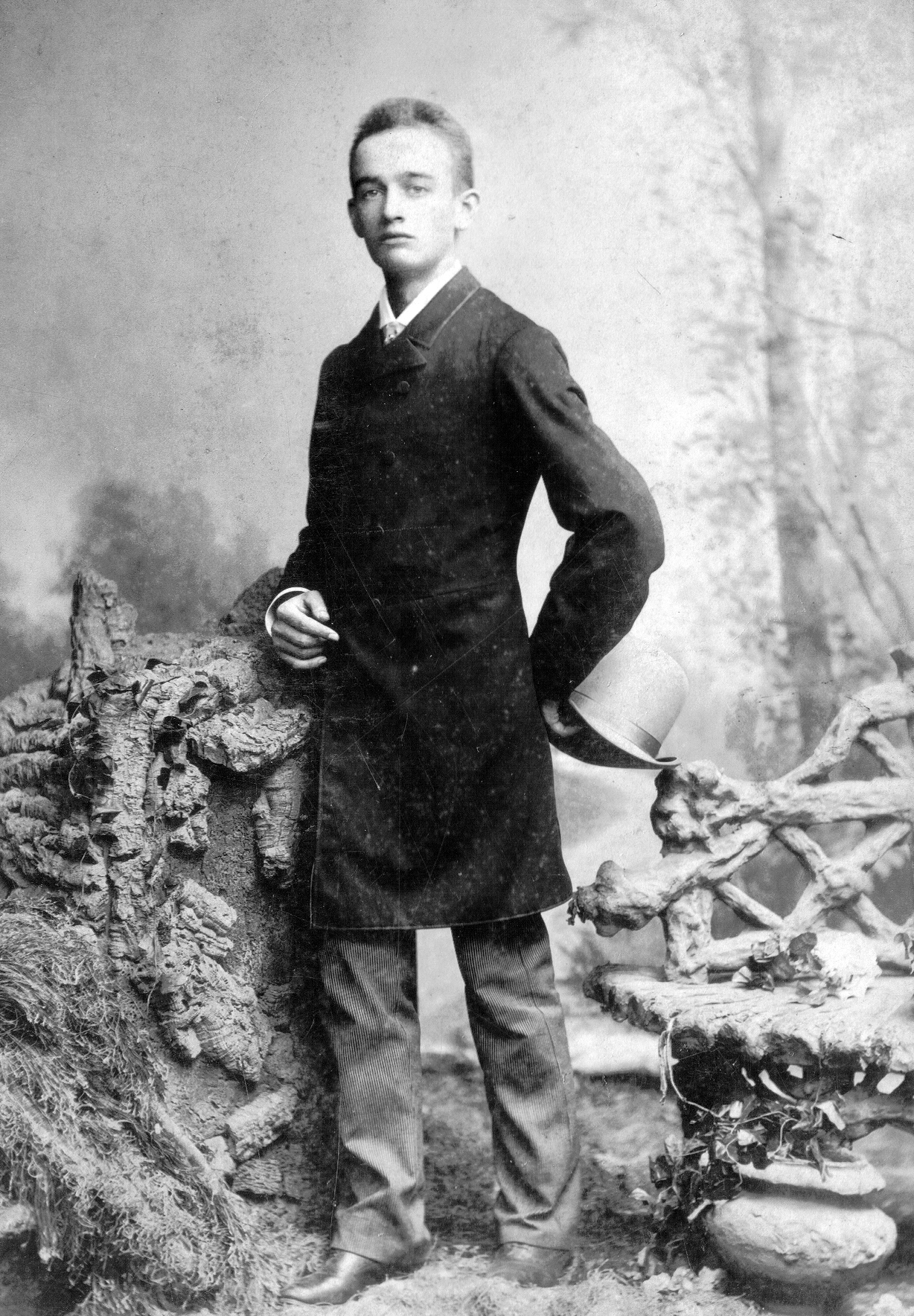
1887年的弗雷德里克·特朗普

弗雷德里克出生在巴伐利亚王国普法爾茨地區卡尔施塔特，這裡是巴伐利亚王国的一部分，已知特朗普最早的祖先是律师Hanns Drumpf，到克里斯蒂安·约翰内斯·特朗普和Katharina Kober:480
:25–26該家族在1608年首次定居在卡尔施塔特。普法爾茨地區作为德意志一个相对贫穷的地区，自罗马帝国時代開始，普法尔茨便是以葡萄栽培而闻名。
1871年，普法尔茨成为新的德意志帝国的一部分。多年以後，弗雷德里克的儿子弗雷德后来否认具有德国人血統，而声称弗雷德里克是一個來自卡尔斯塔德的瑞典人。这个传说也由弗雷德的儿子唐纳德在1987年的自传中延续而沒有改變。
弗雷德里克的父亲克里斯蒂安在患有肺气肿十年后死亡，享年48岁，在十年臥病期間，他的家庭承担了高額的医疗费用:28。當他所有的五个兄弟姐妹都在家族的葡萄園工作時，弗雷德里克則因為體弱多病經常被排除在外:29。在1883年，14岁的弗雷德里克被母亲送到弗兰肯塔尔附近工作，作为理发师的学徒，并学习如何經商，弗雷德里克幾乎全年無休，在理发师弗里德里希·郎的指導工作下，工作並學習了两年半的時間。在完成實習後，他回到了卡尔施塔特，但很快地发现，小鎮上僅1,000名居民，這樣的人口不足以谋生。此時弗雷德里克的年齡逐漸接近徵兵年龄。他很快地决定要移民美国，弗雷德里克后来说：“我承諾我的母亲，我应该去美国:30。＂多年以后，他的家人说，他在夜里偷偷地离开了，离开時只留給他的母亲一張紙條、没有咨询她:30–31。

## 移居美國

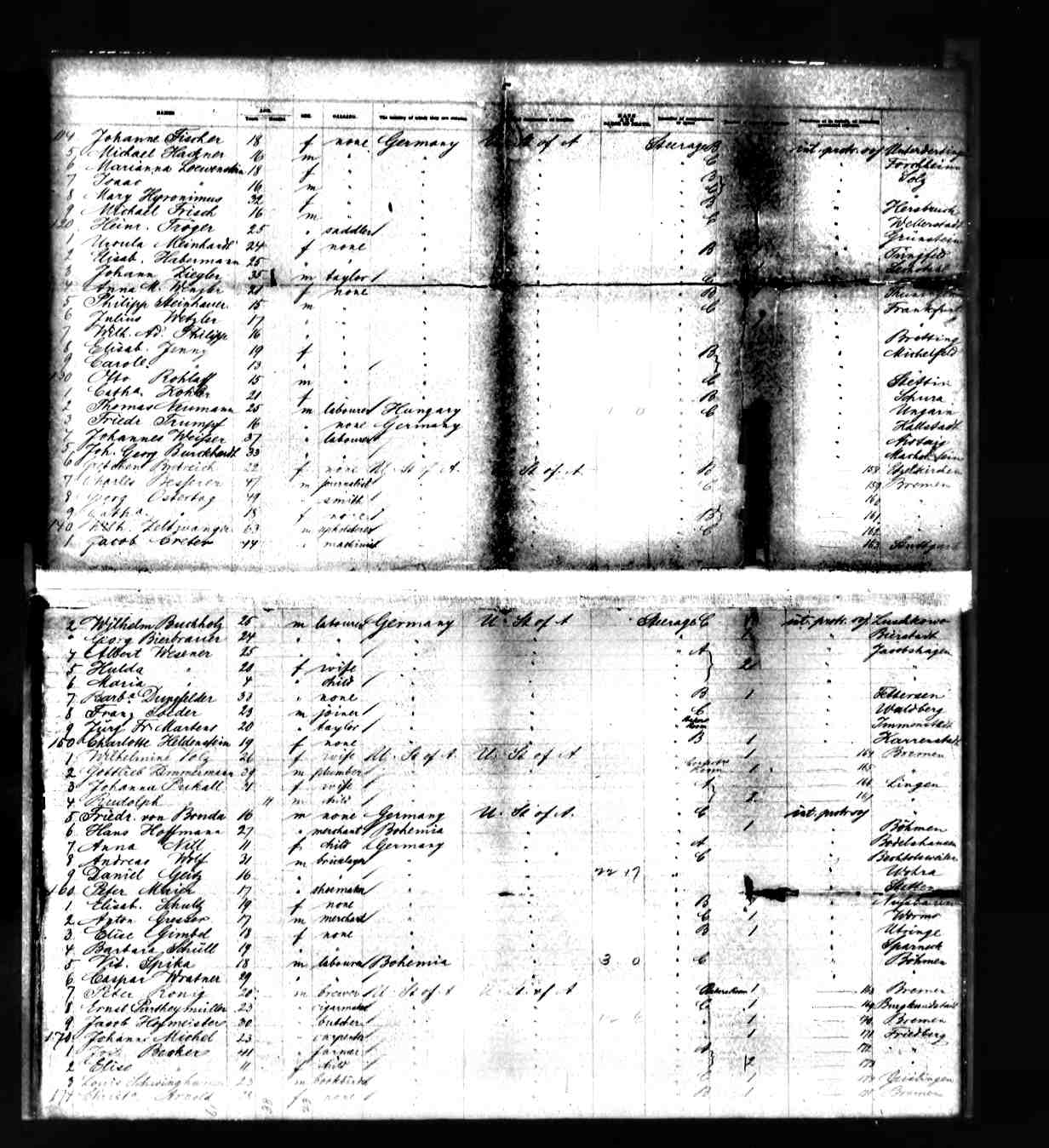
美國移民局入境紀錄，在第133行處提到“Friedr. Trumpf”，16歲，出生在德國的卡尔施塔特。

1885年，16岁的弗雷德里克从德国不来梅搭乘Eider號蒸汽船，于10月7日抵達美国:32，10月19日抵达在纽约市的克林顿城堡移民登陆站。美国移民记录列出他的名字为“Friedrich Trumpf”，最后居住地为“卡尔施塔特”，出生國國籍为“德国”，他的职业为“农民”。
弗雷德里克之後搬到在1883年已經移民的大姐卡塔琳娜（Katharina）的家:31 ，而且她的丈夫弗雷德·舒斯特（Fred Schuster）也是來自卡爾施塔特。在抵達後的幾個小時內，他遇上了正在找尋新雇員的理髮店老闆，該老闆還會講德語:25，弗雷德里克之後持續擔任理髮師:34長達六年。
弗雷德里克和他的親戚住在曼哈頓的Lower East Side，在Forsyth Street76號:33 也有許多來自德國普法茲地區的移民。但之後Forsyth Street 76號的租房成本愈來愈貴，他們又搬去第17街東606號（606 East 17th Street）:37、以及曼哈頓的第二大道2012號:39。

## 家族姓氏的早期记录
1885年10月的美国移民记录显示弗雷德里克·特朗普的名字是弗里德尔·特朗姆普夫 (Friedr. Trumpf)。25年后的1910年美国人口普查记录中，弗雷德里克·特朗普的姓氏被记录为“特朗普”（Trump）。传记作家格温达·布莱尔在她的《特朗普一家》一书中提到了汉斯·德朗姆普夫 (Hanns Drumpf)，他在1608年定居于卡尔施塔特，其后裔在三十年战争期间将名字从德朗姆普夫改为特朗普。 德国之声2015年的一篇文章称，格温达·布莱尔在接受采访时表示，唐纳德·特朗普的祖父名叫弗里德里希·德朗姆普夫 (Friedrich Drumpf)，这与布莱尔早期书中的说法自相矛盾。据卡尔施塔特交通协会称，特朗姆普夫（Drumpf）是该家族姓氏的原始拼写，但在法国吞并莱茵河左岸产生的人口登记册中记录该拼写之前，该拼写已更改为特朗普（Trump）。事实核查网站Snopes提供的消息来源显示，该姓氏曾经是德朗姆普夫（Drumpf），并显示了上述矛盾的布莱尔关于弗雷德里克·特朗普是否首先使用德朗姆普夫的观点的报道，但也表明唐纳德·特朗普和他的父亲都没有姓特朗姆普夫。